# EPrix de Pequim de 2015
O ePrix de Pequim de 2015 foi uma corrida de rua de Fórmula E disputada em 24 de outubro de 2015 em Pequim, China. Válida como a primeira etapa da temporada de 2015–16. A prova teve como vencedor o suíço Sébastien Buemi, da Renault e.dams, em segundo ficou o piloto do Brasil Lucas Di Grassi, da ABT Schaeffler Audi Sport. Nick Heidfeld, da indiana Mahindra Racing, completou o pódio.

## Treino Classificatório

### Grid de largada
O grid de largada da Fórmula E é definido em 5 partes, sendo a última a Superpole, na qual são definidas as cinco primeiras posições.
| Pos. | Piloto                 | Equipe                    | Tempo    |
| ---- | ---------------------- | ------------------------- | -------- |
| 1    | Sébastien Buemi        | Renault e.dams            | 1:37.297 |
| 2    | Nicolas Prost          | Renault e.dams            | 1:37.581 |
| 3    | Nick Heidfeld          | Mahindra Racing           | 1:38.339 |
| 4    | Lucas Di Grassi        | ABT Schaeffler Audi Sport | 1:39.539 |
| 5    | Jean-Éric Vergne       | DS Virgin Racing          | 2:21.284 |
| 6    | Stéphane Sarrazin      | Venturi                   | 1:38.645 |
| 7    | Bruno Senna            | Mahindra Racing           | 1:38.761 |
| 8    | Loïc Duval             | Dragon Racing             | 1:38.859 |
| 9    | Sam Bird               | DS Virgin Racing          | 1:38.884 |
| 10   | Jérôme d'Ambrosio      | Dragon Racing             | 1:39.058 |
| 11   | Daniel Abt             | ABT Schaeffler Audi Sport | 1:39.220 |
| 12   | Jacques Villeneuve     | Venturi                   | 1:39.665 |
| 13   | Robin Frijns           | Amlin Andretti            | 1:39.672 |
| 14   | Simona De Silvestro    | Amlin Andretti            | 1:39.681 |
| 15   | Oliver Turvey          | NEXTEV TCR                | 1:39.734 |
| 16   | António Félix da Costa | Team Aguri                | 1:40.295 |
| 17   | Nathanaël Berthon      | Team Aguri                | 1:40.386 |
| 18   | Nelson Piquet Jr.      | NEXTEV TCR                | 1:40.638 |

## Corrida[1]
| Pos. | Piloto                 | Equipe                    | Voltas | Tempo      | Grid | Pts. |
| ---- | ---------------------- | ------------------------- | ------ | ---------- | ---- | ---- |
| 1    | Sébastien Buemi        | Renault e.dams            | 26     | 26 voltas  | 1    | 301  |
| 2    | Lucas Di Grassi        | ABT Schaeffler Audi Sport | 26     | +11.006    | 4    | 18   |
| 3    | Nick Heidfeld          | Mahindra Racing           | 26     | +15.681    | 3    | 15   |
| 4    | Loïc Duval             | Dragon Racing             | 26     | +16.009    | 8    | 12   |
| 5    | Jérôme d'Ambrosio      | Dragon Racing             | 26     | +16.514    | 10   | 10   |
| 6    | Oliver Turvey          | NEXTEV TCR                | 26     | +39.466    | 15   | 8    |
| 7    | Sam Bird               | DS Virgin Racing          | 26     | +47.531    | 9    | 6    |
| 8    | Nathanaël Berthon      | Team Aguri                | 26     | +58.620    | 17   | 4    |
| 9    | Stéphane Sarrazin      | Venturi                   | 26     | +1:07.814  | 6    | 2    |
| 10   | Robin Frijns           | Amlin Andretti            | 26     | +1:09.260  | 13   | 1    |
| 11   | Daniel Abt2            | ABT Schaeffler Audi Sport | 26     | +1:13.351  | 11   |      |
| 12   | Jean-Éric Vergne       | DS Virgin Racing          | 26     | +1:31.040  | 5    |      |
| 13   | Bruno Senna            | Mahindra Racing           | 26     | +1:50.833  | 7    |      |
| 14   | Jacques Villeneuve     | Venturi                   | 25     | +1 volta   | 12   |      |
| 15   | Nelson Piquet Jr.      | NEXTEV TCR                | 24     | +2 voltas  | 18   |      |
| Ret  | Nicolas Prost          | Renault e.dams            | 22     | +4 voltas  | 2    |      |
| Ret  | António Félix da Costa | Team Aguri                | 13     | +13 voltas | 16   |      |
| Ret  | Simona De Silvestro    | Amlin Andretti            | 2      | +24 voltas | 14   |      |

- Ret = Não completou a prova

- ↑1 Ganhou cinco pontos pois fez a Pole Position e a volta mais rápida da corrida.
- ↑2 Daniel Abt foi punido em dez segundos

## Classificação do campeonato após a corrida
Apenas as cinco primeiras posições estão representadas.
| Pos | Piloto            | Pontos | Var |
| --- | ----------------- | ------ | --- |
| 1   | Sébastien Buemi   | 30     | 0   |
| 2   | Lucas Di Grassi   | 18     | 0   |
| 3   | Nick Heidfeld     | 15     | 0   |
| 4   | Loïc Duval        | 12     | 0   |
| 5   | Jérôme d'Ambrosio | 10     | 0   |

| Pos | Construtor                | Pontos | Var |
| --- | ------------------------- | ------ | --- |
| 1   | Renault e.dams            | 30     | 0   |
| 2   | Dragon Racing             | 22     | 0   |
| 3   | ABT Schaeffler Audi Sport | 18     | 0   |
| 4   | Mahindra Racing           | 15     | 0   |
| 5   | NEXTEV TCR                | 8      | 0   |